# Oliver Wallace
Oliver George Wallace (* 6. August 1887 in London; † 15. September 1963 in Los Angeles, Kalifornien) war ein britisch-US-amerikanischer Komponist und Dirigent. Er ist vor allem durch seine Filmmusiken bekannt, die er für Zeichentrick-, Dokumentar- und Spielfilme der Walt-Disney-Studios geschaffen hat.

## Leben und Werk
Oliver Wallace wurde am 6. August 1887 in London geboren. Nach Abschluss seiner musikalischen Ausbildung ging er in die Vereinigten Staaten, wo er zunächst vorrangig an der Westküste als Dirigent von Theater-Orchestern arbeitete und in Kinos als Organist Stummfilme begleitete. Gleichzeitig machte er sich auch einen Namen als Songschreiber, etwa mit dem populären „Hindustan“. Mit dem Aufkommen des Tonfilms arbeitete er Anfang der 1930er Jahre auch vermehrt für Filmstudios in Hollywood.
Seine eigentliche Karriere als Filmkomponist begann jedoch erst 1936, als er zum Disney-Studio stieß. Alsbald entwickelte er sich zu einem der wichtigsten Komponisten des Studios für dessen kurze Zeichentrickfilme, von denen Wallace weit mehr als 100 mit Musik versah. Sein bekanntestes Werk auf diesem Gebiet ist das Lied „Der Fuehrer’s Face“ aus dem gleichnamigen Donald-Duck-Propaganda-Cartoon von 1942. Die Parodie auf das Horst-Wessel-Lied wurde vor allem durch die Interpretation von „Spike Jones and His City Slickers“ einer der größten Hits während des Zweiten Weltkriegs. Weitere sehr originelle Filmmusiken schuf Wallace später auch für die kürzeren Zeichentrickfilme Ben und Ich (Ben and Me, 1953) über Benjamin Franklin sowie den mit dem Oscar ausgezeichneten Die Musikstunde (Toot, Whistle, Plunk and Boom, 1953) – dem ersten Cartoon im neuen CinemaScope-Verfahren.
Doch Walt Disney betraute ihn auch mit Kompositionen für die abendfüllenden Filme des Studios. Wallaces erster großer Erfolg war dabei Dumbo (Dumbo, 1941), für den er zusammen mit Frank Churchill 1942 seinen ersten und einzigen Oscar gewann. Spätere bekannte Filme waren Cinderella, Alice im Wunderland, Peter Pan und Susi und Strolch. Kennzeichnend für alle diese Produktionen war, dass sie als Musicals in Gemeinschaftsarbeit mehrerer Komponisten entstanden. Wallace verstand es dabei meisterhaft, die einzelnen Lieder leitmotivartig in den Instrumental-Teil der Filmpartituren zu integrieren. Es gelangen ihm aber auch immer wieder eigenständige Kabinettstückchen wie „The March of the Cards“ („Spielkarten-Marsch“) aus Alice im Wunderland, insgesamt eine seiner besten Leistungen.
Als die Disney-Studios ab den 1950er Jahren auch vermehrt reine Spielfilme produzierten, schrieb Wallace auch dafür Partituren. Als gelungenstes Beispiel kann der Fantasyfilm Das Geheimnis der verwunschenen Höhle (Darby O’Gill and the Little People, 1959) gelten, zu dem Wallace nicht nur die Musik, sondern zu den Texten von Lawrence Edward Watkin auch die beiden beliebten Songs „Pretty Irish Girl“ und „The Wishing Song“ schrieb. In Mein Freund Stubbs (Toby Tyler, or Ten Weeks With the Circus, 1959), zu dem er allerdings nicht die Musik geschrieben hatte, trat er auch als Schauspieler auf – er spielte den Dirigenten der Zirkus-Band.
Beginnend mit Die Robbeninsel (1948) entwickelte sich Wallace zudem zum Spezialisten für die musikalische Untermalung von Disneys Dokumentarfilmen, darunter für fast alle Filme der „People and Places“-Reihe („Länder und Leute“) und einige der „True Life Adventures“ („Abenteuer im Reiche der Natur“). Es waren zwar nicht immer sonderlich subtile, dafür aber sehr lebendige Partituren. Die Musik von Weiße Wildnis (White Wilderness, 1958) wurde 1959 sogar für den Oscar nominiert, was für einen Dokumentarfilm eine ungewöhnliche Ehrung darstellte.
Insgesamt war Oliver Wallace an annähernd 150 Walt-Disney-Produktionen in verschiedenen musikalischen Funktionen beteiligt. Für das Studio blieb er bis kurz vor seinem Tod im Alter von 76 Jahren am 15. September 1963 in Los Angeles aktiv.

## Auszeichnungen
- 1942 – Oscar für Dumbo (Dumbo) – zusammen mit Frank Churchill

Daneben erhielt Wallace vier weitere Oscar-Nominierungen für die Musik zu den Filmen Victory Through Air Power (1943), Cinderella (Cinderella, 1950), Alice im Wunderland (Alice in Wonderland, 1951) und Weiße Wildnis (White Wilderness, 1957).
- 2008: Ernennung zur Disney-Legende (postum)

## Filmografie (Auswahl)
Die meisten der angeführten Filmmusiken entstanden in Zusammenarbeit mit anderen Komponisten:
- 1935: Life Returns
- 1941: Dumbo – Filmmusik
- 1942: The New Spirit
- 1942: Der Fuehrer’s Face – Filmmusik und Titellied
- 1943: Victory Through Air Power – Filmmusik (Beteiligung)
- 1944: Wie man Football spielt (How to Play Football)
- 1945: The Clock Watcher
- 1947: Fröhlich, Frei, Spaß dabei (Fun and Fancy Free) – Filmmusik (Beteiligung)
- 1948: Die Robbeninsel (Seal Island) – Filmmusik
- 1949: Die Abenteuer von Ichabod und Taddäus Kröte (The Adventures of Ichabod and Mr. Toad) – Filmmusik
- 1949: Donald und die Eicheldiebe (Winter Storage)  – Filmmusik
- 1950: Cinderella – Filmmusik (Beteiligung)
- 1951: Alice im Wunderland – Filmmusik
- 1953: Peter Pan – Filmmusik und einige Lieder
- 1953: Ben und Ich (Ben and Me) – Filmmusik
- 1953: Die Musikstunde (Toot, Whistle, Plunk and Boom) – Filmmusik
- 1954: Siam – Land und Leute (Siam) – Filmmusik
- 1955: Donald der wilde Jägersmann (No Huning)
- 1955: Unternehmen Arktis (Men Against the Arctic) – Filmmusik
- 1955: Susi und Strolch (Lady and the Tramp) – Filmmusik (Beteiligung)
- 1957: Sein Freund Jello (Old Yeller) – Filmmusik und Lied
- 1958: Weiße Wildnis (White Wilderness) – Filmmusik
- 1958: Sie nannten ihn Comantsche (Tonka) – Filmmusik
- 1959: Das Geheimnis der verwunschenen Höhle (Darby O’Gill and the Little People) – Filmmusik und Lieder
- 1959: Geheimnisse der Tiefe (Mysteries of the Deep)
- 1959: Wilde Katzen (Jungle Cat) – Filmmusik
- 1960: Ten Who Dared – Filmmusik
- 1960: Inseln im Meer (Islands of the Sea)
- 1961: Nicki, der Held des Nordens (Nikki, Wild Dog of the North) – Filmmusik
- 1962: Mein Freund Red (Big Red) – Filmmusik
- 1962: Lobo, der Wolf (The Legend of Lobo) – Filmmusik
- 1963: Im Tal der Apachen (Savage Sam) – Filmmusik
- 1963: Die unglaubliche Reise (The Incredible Journey) – Filmmusik